# Bahía Repulse
La bahía Repulse (en inglés: Repulse Bay;  en inuktitut, Naujaat ᓇᐅᔮᑦ,  literalmente «lugar de anidación de las gaviotas») es una bahía del Ártico canadiense situada en la costa noroccidental de la bahía de Hudson, en la región de Kivalliq, en el Territorio Autónomo de Nunavut. Repulse Bay es también un hamlet inuit localizado en sus riberas.

## Ubicación y naturaleza
La bahía Repulse está localizada al final del Roes Welcome Sound, en dirección noroeste, enfrentada con el estrecho Frozen. En su boca se encuentra la pequeña aldea nativa (hamlet), situada exactamente en el círculo polar ártico, en la ribera norte de la bahía y costa sur del istmo de Rae. El transporte a la comunidad es proporcionado principalmente por vía aérea y un transporte marítimo anual.
Naujaat es el hogar de una gran variedad de animales, como osos polares, caribúes, focas, ballenas y morsas. También hay aproximadamente un centenar de especies de aves en la zona, incluyendo halcones gerifaltes y halcones peregrinos.

## Historia

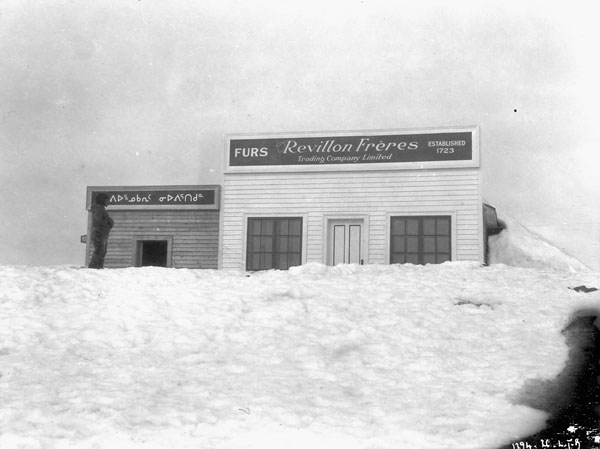
Puesto de la compañía Revillon Frères en Repulse Bay (1926)

Naujaat se puede traducir indistintamente como «joven gaviota», «lugar de descanso de las gaviotas» o «lugar de anidación de las gaviotas», en referencia a un acantilado localizado unos cinco kilómetros al norte de la aldea inuit donde las gaviotas, que migran desde el sur cada mes de junio, hacen sus nidos. Naujaat fue visitado por primera vez por los europeos en la década de 1740, y, a finales de 1800, se convirtió en un popular destino de la caza de balleneros estadounidenses y escoceses. Muchos residentes inuits de Naujaat trabajaban a bordo de estos barcos balleneros desde el sur.
Aunque existen diversas teorías sobre el origen en inglés de "bahía Repulse", muchos atribuyen el nombre al capitán de la Royal Navy Christopher Middleton, que cuando buscaba el Paso del Noroeste en 1742 descubrió que la bahía no era una vía para salir de la bahía de Hudson en dirección oeste, sino más bien un callejón sin salida. Él se afirma que han llamado la “Bay of Repulse, the bay where I was pushed away”. Otros creen que el nombre provendría de un barco inglés del siglo XVIII llamado HMS Repulse que visitó la zona. La Compañía de la Bahía de Hudson abrió un puesto en bahía Repulse hacia 1916 y en 1923, una compañía rival en el comercio de pieles, Revillon Freres, abrió otro puesto. Una misión católica fue construida en 1932.
Naujaat anteriormente formaba parte del distrito de Keewatin y de la región de Keewatin, pero desde 1999 el área se convirtió en parte de la región de Kivalliq .

## Naujat (Repulse Bay) hoy
En el censo de 2006, la población era de 748 habitantes, con un aumento del 22,2% con respecto al censo de 2001. La comunidad Naujaat sigue dependiendo para su sustento de la caza artesanal de focas y ballenas, de la pesca, la caza, el trampeo y la talla, junto con el turismo. Naujaat es conocida por sus artistas inuit, especialmente talladores (que generalmente crean pequeñas esculturas realistas de animales en marfil, esteatita, mármol y asta), así como joyeros y artesanos. Su gente son los Aivilingmiut.